# Stadtkirche (Vaihingen an der Enz)

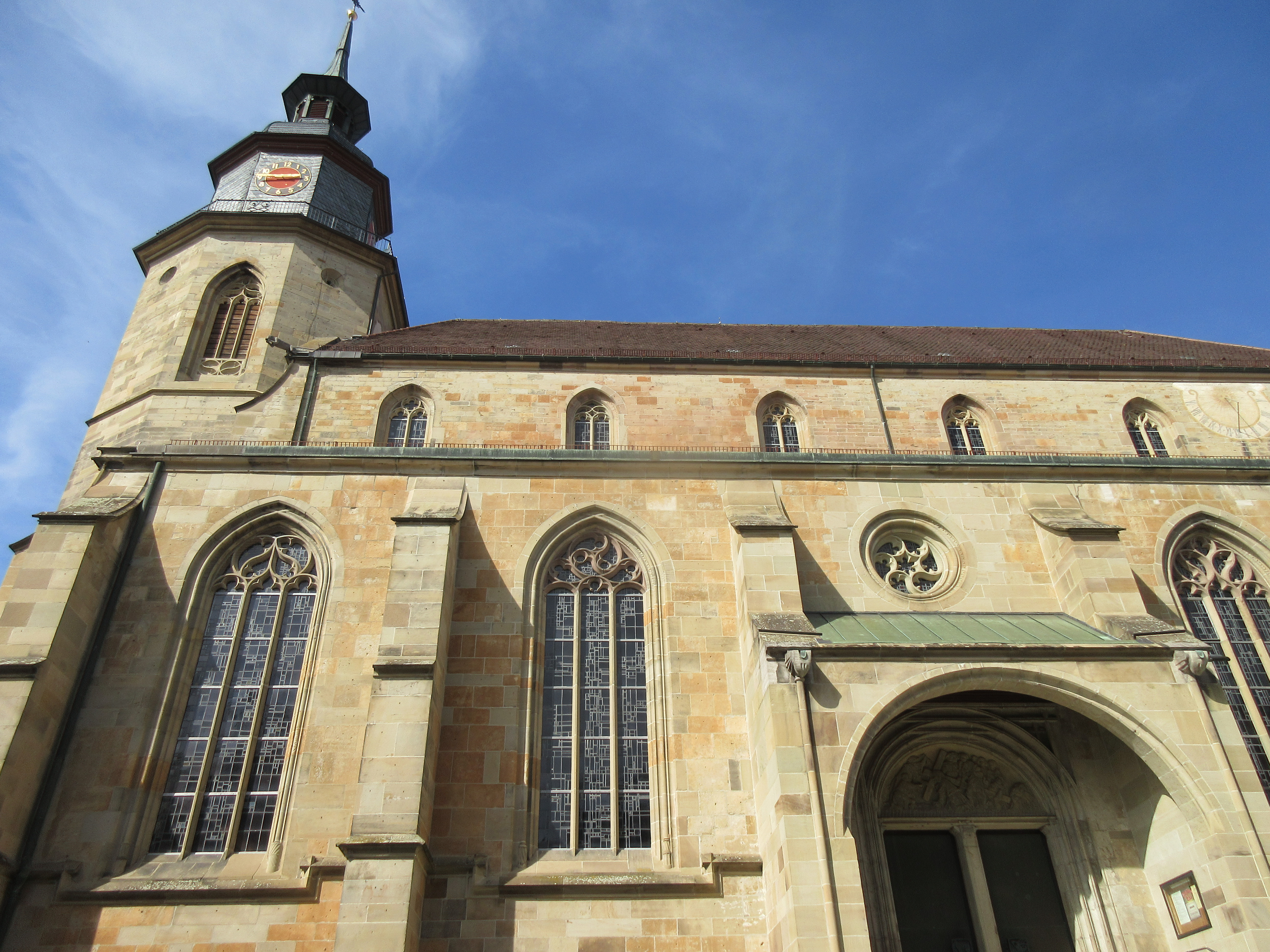
Stadtkirche Vaihingen/Enz

Die Stadtkirche in der Innenstadt von Vaihingen an der Enz ist die Kirche der örtlichen Kirchengemeinde und die Hauptkirche des evangelischen Kirchenbezirks Vaihingen-Ditzingen der Evangelischen Landeskirche in Württemberg. Sie ist eine Station auf der Heinrich-Schickhardt-Kulturstraße des Europarats.

## Geschichte

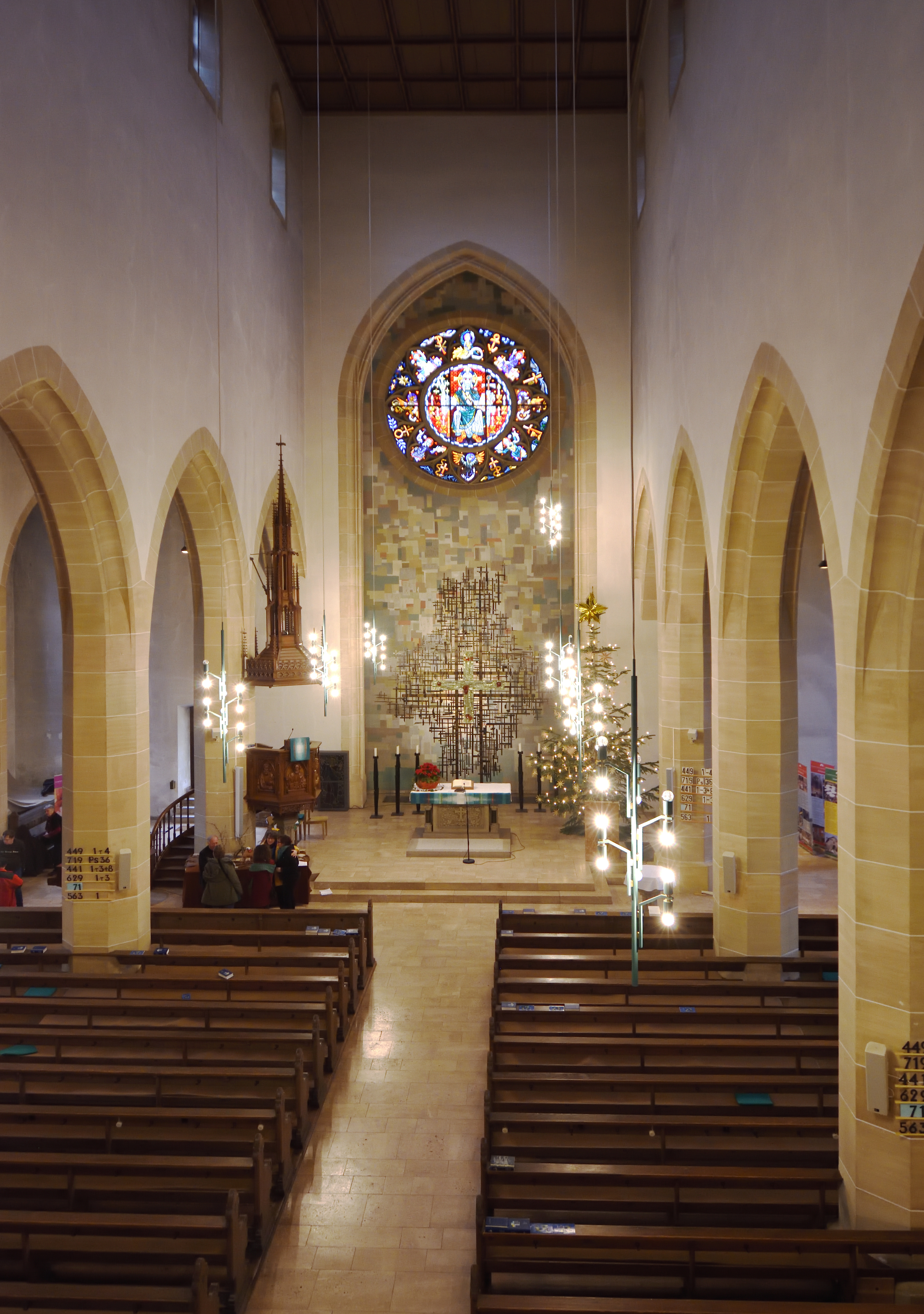
Hauptschiff

Die ehemalige Peterskirche war ursprünglich die Pfarrkirche Vaihingens. Diese Kirche romanischen Ursprungs wurde im 15. Jahrhundert erweitert, der Chor 1490 umgebaut. Sie enthält zahlreiche Grabsteine aus dem 15. und 16. Jahrhundert und diente später als Friedhofskirche und dann als Turnhalle. Sie ist in kommunalem Eigentum.
Am Platz einer dreischiffigen Marienkapelle mit halbrunder Chorapsis und Turm aus dem 13. Jahrhundert wurde am 2. August 1513 der Grundstein für die jetzige evangelische Stadtkirche gelegt. Die Bezeichnung „Marienkirche“ oder „Kirche Unserer Lieben Frau“" wurde erst in der Mitte des 19. Jahrhunderts durch den Namen „Stadtkirche“ ersetzt. Am Abend des Reformationsgedenkens 1617 blieb die Kirche bei einem Stadtbrand noch verschont, doch fast ein Jahr später zerstörte ein neuerlicher Brand das Innere der Kirche samt Gestühl, Kanzel, Altar, Decke und Glockenschmelze im Turm. Den Wiederaufbau 1619 im Auftrag des Herzogs Johann Friedrich von Württemberg leitete Baumeister Heinrich Schickhardt. Noch schlimmer wütete im pfälzischen Erbfolgekrieg ein Stadtbrand am 17. August 1693 nach Brandschatzung durch ein großes französisches Heer in Stadt und Umland Vaihingen: Nur die Mauern blieben stehen, die Säulen des Kirchenschiffs hatten stark gelitten. Nach mühsamen Finanzierungsbestrebungen konnte sich die Wiederherstellung von Kirche und Turm 1698 bis 1701 durch den Spitalmeister und Bauinspektor Johann Christoph Hegelmayer (1663–1706) nur auf das Notwendigste beschränken. So war fast zwei Jahrhunderte später eine gründliche und stilvolle Renovierung dringend erforderlich und wurde 1892 von Baurat Heinrich Dolmetsch durchgeführt. Dabei erhielt die Vaihinger Stadtkirche in Architektur und künstlerischer Ausstattung ein zeitbedingt neugotisches Gepräge, was großenteils bei der grundlegenden Renovierung 1967–1968 der von Weltkriegsschäden weitgehend verschonten Kirche durch Architekt Gottfried Wendschuh (1924–2014) rückgängig gemacht wurde.

## Architektur

### Vorgängerbau
Alte romanische und frühgotische Architekturformen sind am heutigen Bau noch erkennbar und zeigen, dass der Vorgängerbau vom 13. Jahrhundert keinesfalls schmucklos und klein war.

### 16. Jahrhundert
Das stürmische Stadt- und Bevölkerungswachstum am Übergang zum 16. Jahrhundert und in der Regierungszeit von Herzog Ulrich von Württemberg machte dann eine großzügigere Dimensionierung nötig, die mit der Erweiterung in der Breite auf fast 24 Meter, in der Länge nach Osten auf 34 Meter und in der Höhe auf gut 19 Meter noch ausgeprägter die Form einer spätgotischen Basilika ergab – mit ungewöhnlich hohem Mittelschiff, getragen von zehn starken achteckigen Säulen, mit Obergaden und zwei hohen Seitenschiffen, allerdings ohne den ursprünglich geplanten Chor. Letzterer hätte den Kauf und Abriss eines Deutschordens-Gebäudes und weitere Baukosten zur Folge gehabt, erübrigte sich dann aber mit der Reformation, da ein Platz für Chorherren und für einen Hochaltar nicht mehr benötigt wurde.

### 17. Jahrhundert
Viel wichtiger war die Kanzel als Ort für das gepredigte Wort Gottes. Spätestens ab der Brandschadens-Renovierung 1619 durch Heinrich Schickhardt trug die mittlere der fünf nördlichen Säulen die Kanzel, wohin mit dreiseitiger West-, Süd- und Ost-Empore und gesamter Gestühlausrichtung das Geschehen des Predigtgottesdienstes gerichtet war. Für das seltener gefeierte Abendmahl stand der Altar frei im Kirchenraum. Baumeister Schickhardt setzte damit wie in den meisten seiner Kirchenbauten das für Württemberg und diese direkte nachreformatorische Zeit gängige Predigtkirchen- und Querkirchen-Konzept um. Eine neue Orgel wurde 1619 über die Ostempore an die Zumauerung des Chorbogens gesetzt und eine doppelläufige Freitreppe im Renaissance-Stil zur Erschließung der Südempore vor das Südportal gesetzt. Diese Raumgestalt der Kirche blieb trotz des Stadt- und Kirchenbrandes von 1693 bis zum Jahre 1892 erhalten, obwohl nach dem letzten Brand wesentliche Details wie die eingestürzten Gewölbe in den Seitenschiffen und in der nördlichen Vorhalle nur provisorisch erneuert waren.

### 19. Jahrhundert
Baurat Heinrich Dolmetsch drehte dann nämlich die Raumorientierung gemäß dem Eisenacher Regulativ von der bisherigen Quer- in die Längsrichtung der Kirche, indem er eine neue Kanzel an die östlichere der Nordsäulen vorverlegte, einen neuen Altar ebenfalls weiter östlich und davor den Taufstein errichtete, symmetrisch zur bestehenden Sakristei auf der Südostecke einen Kohlenraum einbaute und somit einen Chor- oder Altarraum erzeugte, die Orgel von der Ostwand auf die größere, auch für den Kirchenchor geeigneten Westempore versetzte und durch Entfernen der Chorbogen-Ausmauerung mit Neubau einer kurzen Ostchor-Andeutung eine neue optische Tiefenwirkung durch die räumliche Staffelung von Bogen und Abschlusswand erzielte. Eine weniger tiefe Ostempore ersetzte die alte Version, und durch ein fünfteiliges kleines Maßwerkfenster darunter und eine monumentale Maßwerk-Rosette darüber erhielt der Ostteil der Kirche besseres Licht. Diese neue Situation ist auch außen erkennbar und gut gelöst: Die Verdoppelung der Giebelform zwischen den verlängerten Ost-Strebepfeilern bindet die Fensteröffnungen optisch zusammen, wodurch sich der Eindruck eines eigenständigen Choranbaus ergibt. Die Neubestuhlung der ganzen Kirche wurde dann an die teilweise veränderten Hör- und Blickrichtungen angepasst und die Kirche in den Fenstern und an den Wänden vollständig mit neugotischen Gemälden, Ornamenten und Symbolbildern versehen.

### 20. Jahrhundert
Außer der kriegsschadenbedingten Neuverglasung der Chorwand-Rosette 1954 gab es 1957–1966 einige Renovierungsarbeiten am Äußeren der Kirche, die bei Fenstermaßwerken und Turmgesimsen noch ihre Ursache im Brand von 1693 hatten. Die Innenrenovierung durch Architekt Wendschuh 1967 bis 1968 brachte tiefgreifende Veränderungen: Der seit 1893 so zu bezeichnende Altar- und Chorraum wurde nach Vermauerung des fünfteiligen Ostfensters und Entfernung der Ostempore und des Chorgestühls mit Holzvertäfelungen wiederum neu gestaltet. Die Südempore von 1619 und ihr Zugang, die schadhafte Renaissance-Freitreppe, wurde entfernt und die Westempore mit Orgel neu gestaltet. Somit blieb von der Dolmetsch-Fassung von 1893 nur das Gestühl, die Kanzel, der Altar und der Taufstein. In den Jahren von 1992 bis 2001 waren umfangreiche Arbeiten zur Außensanierung der Kirche unter Architekt Jörg Förnzler notwendig, vor allem durch ein aufwändiges Zement-Hochdruckinjektionsverfahren die Sicherung des für den immer mehr gewachsenen Turm nicht tief genug gegründeten romanischen Fundaments, dann die Fassaden- und Steinmetzarbeiten auf der Ostseite, und im Inneren die Erneuerung der Mittelschiff-Beleuchtung.

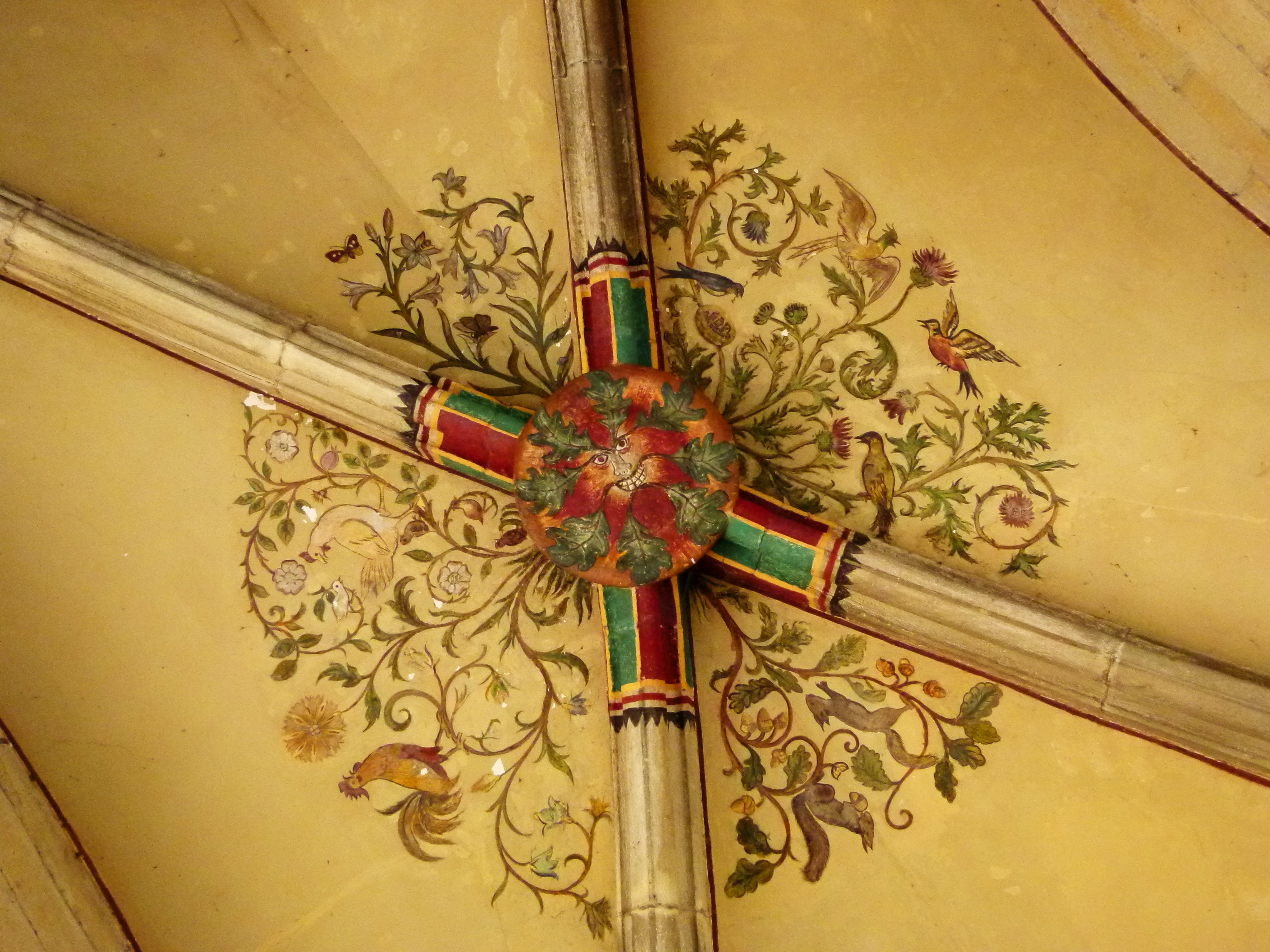
Blattmaske im Deckengewölbe des Turmes ca. 1700

### Kirchturm
Der Turmsockel ist der älteste erhaltene Bauteil aus der Zeit zwischen 1250 und 1270. Sein Viereck weitet sich oberhalb des Turmdurchgangs und ersten geschlossenen Stockwerkes zum ersten Oktogon und ist soweit wohl ein Bau „aus einem Guss“, was aus der Steinmetzarbeit einer Bauhütte geschlossen werden kann. Den Turmdurchgang ziert ein Kreuzrippengewölbe mit Konsolsteinen und Schlussstein in Form heute stark beschädigter Köpfe mit Blattornamenten, vermutlich Fratzenköpfe, die nach romanischem Brauch Dämonen von der Kirche abhalten sollten. Der bis zum Turm-Umgang nächste Oktogon-Abschnitt mit drei großen Maßwerkfenstern stammt aus dem 16. Jahrhundert. Durch Schickhardt erhielt nach dem Brand der Turmstumpf ein über 5 Meter hohes, ebenfalls achteckiges Fachwerkgeschoss, auf das der 20 Meter hohe und spitz-schlanke Turmhelm mit Turmzier (Knauf und Wetterhahn) aufgesetzt wurde. Beides fiel 1693 dem Brand zum Opfer und wurde ab 1706 in der heutigen Form in Fachwerkbauweise mit einer „welschen Haube“ und der aufgesetzten Laterne wiedererrichtet und markant neugestaltet.

## Ausstattung

### Steinmetz- und Bildhauerarbeit
Die Gestaltung des Kreuzrippengewölbes im Turmdurchgang ist schon erwähnt. Ebenso aus früher Bauphase stammt das gotische Südfenster im ersten Turmgeschoss, dessen Maßwerk bis zur originalgetreuen Restaurierung 1964 aus einem einzigen Stein gefertigt war. Ebenfalls 1964 wurde der einzige noch vorhandene steinerne Wasserspeier, ein springender Hund, an der Westseite des Mittelschiffs rekonstruiert. Der Beginn des Erweiterungsbaus 1513 ist mit einer Inschrift außen am nordwestlichen Strebepfeiler des Langhauses belegt. Dieses hatte dann schöne Maßwerke und reich gegliederte Laibungen und Gewändeanfänge in den Fenstern, die bei den Bränden teilweise Schaden nahmen. 1521 schuf ein Künstler aus der Steinmetzschule des Hans Seyffer aus Heilbronn das Tympanon, ein Relief im Giebelfeld über dem Südportal, in dem die Kreuztragung Christi dargestellt ist. Es wurde 1966 und 1998 restauriert. Unterhalb des Turms wurde 1610 eine Tür mit Renaissance-Umrahmung eingebaut, die heute als Nachbildung zu sehen ist. In der Kirche ist nur noch ein steinernes Epitaph im südlichen Seitenschiff erhalten: aus der Barockzeit das Denkmal für den Bauinspektor Johann Christoph Hegelmayer, der den Wiederaufbau der Kirche um 1700 geleitet hatte.

### Wandmalerei
Von früher Fresko- oder Seccomalerei in der Kirche ist nichts bekannt. Die Kirchenbrände hätten ohnehin für Zerstörung gesorgt. Baurat Dolmetsch ging bei der Renovierung von 1893 auf die Wünsche der Gemeinde nach einer Bemalung der Wände und Decke ein. Sie wurde in den figürlichen Teilen, möglicherweise auch bei der großflächigen Schablonenmalerei, von dem Stuttgarter Kirchenmaler Theodor Bauerle ausgeführt: die Holzdecke des Mittelschiffs mit Sonne, Wasser des Lebens, Pflanzen, Früchten, Blumen, Sternenfries, Blätterrahmung, Felder mit Engelsfiguren; dann im Rahmenfries des großen Chorbogens neun Medaillons mit Mose, Abraham, Propheten, Jüngern und Aposteln; an der Westwand hoch über der Orgel der Harfe spielende Sänger David. All dies entsprach in der Mitte des 20. Jahrhunderts nicht mehr dem Zeit- und Kunstgeschmack und wurde bei der Innenrenovierung 1967/68 entfernt. Der kurze Chorraum allerdings erhielt wieder eine farbige Wandgestaltung.

### Kanzel, Altarbereich und Chorwand
Die Prinzipalien, also die Holzkanzel mit geschnitzten Brustbildern der Evangelisten in den Füllungen, der Taufstein und der Altar, stammen von der Renovierung 1893. Die ursprüngliche Kanzel von 1619 stand am mittleren der fünf Nordpfeiler. Der Wiederaufbau nach dem Brandschaden von 1693 setzte um 1700 eine neue Kanzel eben dorthin. Bei der neugotischen Umgestaltung 1893 wurde die dritte Kanzel einschließlich Schalldeckel um eine Säule weiter östlich und 1967 schließlich an den östlichen der fünf Nordpfeiler gesetzt. Bei der damaligen Neugestaltung des Altarraums schuf der Künstler Wolf-Dieter Kohler in einer Gesamtkonzeption für den ebenfalls weiter nach Osten gesetzten Altar als Hintergrund eine große, farbig gestaltete Wandfläche mit Gebäude- und Stadtstrukturen des Himmlischen Jerusalem, die thematisch der Fensterrosette entspringen: der Ort der Verheißung, dem das gläserne griechische Kreuz, das Zeichen der Auferstehung, auf dem Geflecht der schmiedeeisernen römischen Leidens-Kreuze des menschlichen Alltags vorgeordnet ist. Zu den beiden schmiedeeisernen Altarleuchtern schuf die Bildhauerin Ingrid Seddig (1926–2008 Nellmersbach) 2004 den Taufleuchter mit den Kreuzmotiven als Hoffnungszeichen sowie schon im Jahr 1990 den Ambo, ein hölzernes Lesepult mit dem Relief des Gleichnisses vom vierfachen Ackerfeld.

### Fenster
Die ersten Glasmalereien wurden anlässlich des 400. Geburtstags von Martin Luther in die Nordfenster unter der Empore eingebaut. Es sind Arbeiten des Stuttgarter Porträt-, Genre- und Glasmalers Christian W. Anemüller, gestiftet von Vaihinger Bürgern. Das mittlere Fenster mit der segnenden Christusgestalt ist erhalten geblieben, 1998 restauriert worden und wird nun in einem hinterleuchteten Glasrahmen präsentiert. Das Glasgemälde in der großen Ostwand-Rosette wurde nach einem Entwurf des Künstlers der übrigen Wandmalereien 1893, Theodor Bauerle (1865–1914 Stuttgart), mit dem Motiv nach Albrecht Dürers Bild zum ersten Kapitel der heimlichen Offenbarung, die Leuchtervision des thronenden Menschensohnes (Christus) am Beginn der Johannesoffenbarung (Offb 1,12–16 ), von der Münchner Glasmalerei Gustav van Treeck ausgeführt. Die kriegszerstörte Verglasung wurde durch eine private Stiftung im Jahr 1954 ersetzt mit einer motivgleichen Arbeit des Bochumer Kunstmalers Fritz Mannewitz, obwohl in dem ausgeschriebenen Künstlerwettbewerb Wolf-Dieter Kohler den ersten Preis errungen hatte. Er kam dann 1968 mit der Altarraum-Konzeption und der zurückhaltenden ungegenständlichen Farbgestaltung der übrigen Fenster, die je eine verschiedene Farbzusammenstellung aufweisen, zum Zuge.

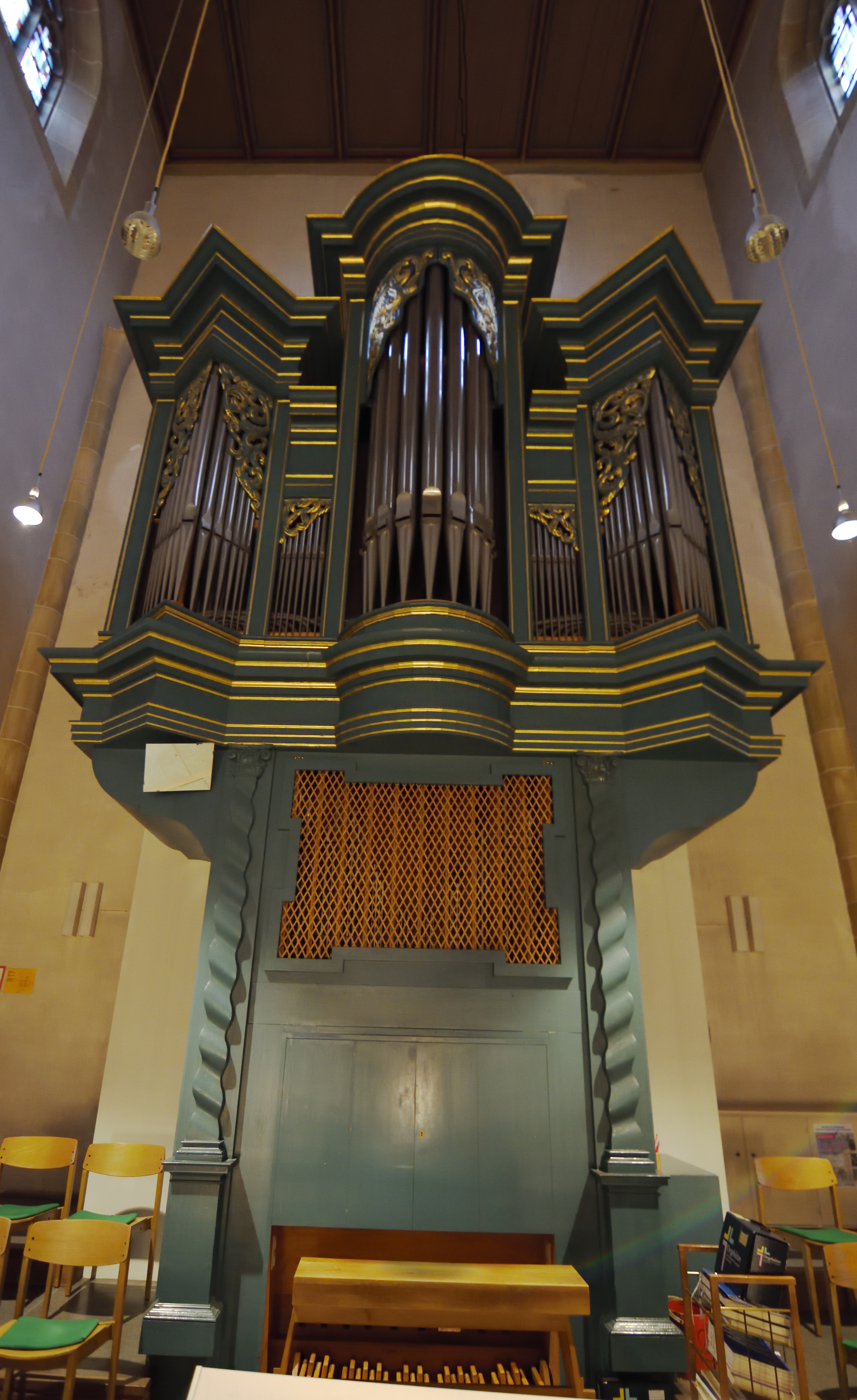
Hauptorgel

## Orgeln

### Hauptorgel
1521 erhielt die neuerbaute Kirche eine erste Orgel; diese wurde 1615 nach Wildberg verkauft. Im Jahre 1619 erbaute der Orgelbauer Jakob Gansser ein neues Instrument für die Stadtkirche, die bei einem Brand im Jahre 1693 völlig zerstört wurde. Die heutige Orgel geht in Teilen zurück auf ein Instrument, welches in den Jahren 1712 bis 1713 nach Abschluss der Brandschadens-Renovierung von dem Orgelbauer N. F. Lamprecht (Dettelbach am Main, 1655–1720) mit zwölf Registern errichtet wurde. Erhalten ist insbesondere der mit Blattgold belegte Prospekt des Hauptwerkes. 
Das Instrument wurde im Laufe der Zeit mehrfach verändert. 1877 ergänzte der Orgelbauer Carl Schäfer (Heilbronn) das Instrument, 1893 stellte er es auf der Westempore neu auf und veränderte die Disposition erneut. Von 1939 bis 1940 baute Oscar Walcker (Ludwigsburg) die Orgel auf 23 Register aus. 1967/1968 wurde das Instrument um ein weiteres Manual erweitert und auf 35 Register ausgebaut. Derzeit (seit 2015) wird ein technischer Neubau des Instruments geplant, der eine Ergänzung der Disposition beinhaltet.
| I Rückpositiv C–g3 |             |        |
| 1.                 | Rohrgedeckt | 8′     |
| 2.                 | Prinzipal   | 4′     |
| 3.                 | Rohrflöte   | 4′     |
| 4.                 | Nazard      | 2 ⁄3′  |
| 5.                 | Oktave      | 2′     |
| 6.                 | Waldflöte   | 2′     |
| 7.                 | Terzflöte   | 1 3⁄5′ |
| 8.                 | Scharf IV–V |        |
| 9.                 | Krummhorn   | 8′     |
| 10.                | Schalmei    | 4′     |
|                    | Tremulant   |        |

| II Hauptwerk C–g3 |                |     |
| 11.               | Pommer         | 16′ |
| 12.               | Principal      | 8′  |
| 13.               | Hohlflöte      | 8′  |
| 14.               | Octave         | 4′  |
| 15.               | Spitzflöte     | 4′  |
| 16.               | Sesquialter II |     |
| 17.               | Superoktave    | 2′  |
| 18.               | Mixtur IV      |     |
| 19.               | Zimbel IV      |     |
| 20.               | Trompete       | 8′  |

| III Brustwerk (schwellbar) C–g3 |              |       |
| 21.                             | Gedeckt      | 8′    |
| 22.                             | Salicional   | 8′    |
| 23.                             | Kleingedeckt | 4′    |
| 24.                             | Prinzipal    | 2′    |
| 25.                             | Quinte       | 1 ⁄3′ |
| 26.                             | Scharff      | 1′    |
| 27.                             | Oboe         | 8′    |
|                                 | Tremulant    |       |

| Pedal C–f1 |                |     |
| 28.        | Principal      | 16′ |
| 29.        | Subbaß         | 16′ |
| 30.        | Holzoktave     | 8′  |
| 31.        | Hohlflöte      | 4′  |
| 33.        | Hintersatz III |     |
| 33.        | Posaune        | 16′ |
| 34.        | Trompete       | 8′  |
| 35.        | Zink           | 4′  |

- Koppeln: III/II, III/I, II/I, I/P, II/P, III/P
- Stimmung:
  - Stimmtonhöhe: a1 = 444,4 Hz (bei 18 °C)
  - Stimmung: nach Neidhardt (1729)

| I Hauptwerk C–g3 |                |        |
| 1.               | Bourdon        | 16′    |
| 2.               | Principal      | 8′     |
| 3.               | Hohlflöte      | 8′     |
| 4.               | Viola di Gamba | 8′     |
| 5.               | Großgedeckt    | 8′     |
| 6.               | Großquint      | 5 1⁄3′ |
| 7.               | Octav          | 4′     |
| 8.               | Spitzflöt      | 4′     |
| 9.               | Quint          | 2 ⁄3′  |
| 10.              | Superoctav     | 2′     |
| 11.              | Mixtur V       | 2′     |
| 12.              | Zimbel III–IV  | 1 ⁄3′  |
| 13.              | Trompet        | 8′     |

| II Positiv C–g3 |                |        |
| 14.             | Principal doux | 8′     |
| 15.             | Bordun         | 8′     |
| 16.             | Salicional     | 8′     |
| 17.             | Principal      | 4′     |
| 18.             | Holzflöt       | 4′     |
| 19.             | Nazard         | 2 ⁄3′  |
| 20.             | Waldflöt       | 2′     |
| 21.             | Terz           | 1 3⁄5′ |
| 22.             | Scharf II–III  | 1′     |
| 23.             | Krummhorn      | 8′     |

| III Echoschwellwerk C–g3 |                       |    |
| 24.                      | Flauto amabile        | 8′ |
| 25.                      | Lieblich Gedeckt      | 8′ |
| 26.                      | Aeoline               | 8′ |
| 27.                      | Vox coelestis (ab c0) | 8′ |
| 28.                      | Traversflöte          | 4′ |
| 29.                      | Querflöte             | 2′ |
| 30.                      | Oboe                  | 8′ |
| 31.                      | Vox Humana            | 8′ |

| Pedal C–f1 |               |     |
| 32.        | Principalbass | 16′ |
| 33.        | Subbass       | 16′ |
| 34.        | Octavbass     | 8′  |
| 35.        | Violon        | 8′  |
| 36.        | Choralbass    | 4′  |
| 37.        | Bombardon     | 32′ |
| 38.        | Posaune       | 16′ |
| 39.        | Trompete      | 8′  |

### Orgelpositiv
Im Kirchenschiff steht ein Orgelpositiv mit angehängtem Pedal. Künstlerisch wurde es von Rolf Gröger aus Pforzheim gestaltet. Das Instrument gehört seit 1968 zum Inventar der Kirche und hat folgende Disposition:
| Manual C–g3 |    |
| Gedeckt     | 8′ |
| Rohrflöte   | 4′ |
| Prinzipal   | 2′ |
| Zimbel II   |    |

## Glocken
Das Geläut der Stadtkirche hat seit 1418 eine bewegte Geschichte, in der es um versuchten Glockentausch mit anderen Gemeinden, von großem Fünfergeläut ab 1513, zweimaliger Glockenschmelze bei den großen Bränden, Versteck und Schutzgeldzahlung an plündernde Truppen 1692, Verbergen der Brandschmelz-Bronze in der Enz 1693 und im 20. Jahrhundert von zweimaliger Zwangsablieferung als Metallspende des deutschen Volkes für die Rüstungsindustrie geht. Die älteste und kleinste erhaltene Glocke von 1621, in Stuttgart gegossen von Wolfgang Neidhardt, das so genannte „Silberglöcklein“ in der Turmspitz-Laterne, wird nicht geläutet, sondern schlägt die Viertelstunden an. Aus dem Jahre 1698 hängen die vom Lothringer Glockengießer Johann Rosier III. aus den damaligen Bronzeresten und zusätzlichem Material gegossenen Glocken heute noch und wieder im Turm. 1742 goss Gottlieb Jakob Rechlen in Stuttgart eine 349 kg schwere Glocke, die seit der Ablieferung 1918 fehlt, ebenso wie eine 1927 gegossene und 1942 abgelieferte Glocke. Vervollständigt wurde das Geläut nach dem Zweiten Weltkrieg durch zwei Glocken der Glockengießerei Heinrich Kurtz in Stuttgart. Seit 1959 klingt das volle Geläut im Es-Dur-Nonakkord (es - f - g - b), als Anfangstöne vieler Choräle bekannt, zum Beispiel Lobe den Herren, den mächtigen König oder Fröhlich soll mein Herze springen.
Die einzelnen Glocken und ihre Inschriften:
- es'-1/32 Betglocke (Durchmesser 1240 mm, Gewicht 1200 kg); Gießer: Johannes Rosier II., Lothringen, 1698. Anno 1693, 17. August, da mich des Feindes Feuer geschmelzt und geläutert, wie traurig war der Klang, der dieses angedeutet. Nun ich umgossen bin von eines Künstlers Hand, wie fröhlich ist der Klang, der schallt
- f'+2/16 Kreuzglocke (1170 mm, 950 kg); Gießer: Heinrich Kurtz, Stuttgart 1959. Wachet und betet. Gestiftet von Familie Friedrich Häcker, Vaihingen 1959
- g'-6/16 Zeichenglocke (1000 mm, 620 kg); Johannes Rosier II., Lothringen, 1698. Lasset uns zusammenschallen, daß allen Ohren zu der kräftig Ton mög fallen. Kommt doch und bleibt nicht aus, das ist das Gotteshaus. Wer ist ein rechter Christ, der kommt und bleibt nicht aus. Anno 1698
- b'-1/16 Taufglocke (865 mm, 387 kg); Gießer: Heinrich Kurtz, Stuttgart, 1950. O Land, Land, Land, höre des Herrn Wort. Evang. Kirchengemeinde Vaihingen an der Enz
- as‘’ Silberglöcklein (560 mm, 115 kg); Gießer: Wolfgang Neidhart III., Stuttgart 1621. Durch das feur flos ich, wolfgang neidhart in studgart gos mich 1621